# Amynthas aeruginosus
Amynthas aeruginosus is een ringworm uit de familie van de Megascolecidae. De wetenschappelijke naam van de soort werd voor het eerst geldig gepubliceerd in 1866 door Kinberg.